# La llogatera de Wildfell Hall
La llogatera de Wildfell Hall (en anglès, "The Tenant of Wildfell Hall", L'arrendatària de Wildfell Hall), és la segona novel·la de l'autora anglesa Anne Brontë.
Publicada per primera vegada l'any 1848, amb el pseudònim d'Acton Bell, va tenir de seguida un gran èxit, però després de la mort d'Anne, la seva germana Charlotte -en considerar que no era «apropiada» com a literatura femenina per la cruesa del tema- va impedir la seva republicació a Anglaterra fins al 1854.
Els fets que narra la novel·la es coneixen per mitjà d'una sèrie de cartes de Gilbert Markham al seu amic sobre els esdeveniments relacionats amb la seva trobada amb una misteriosa jove vídua, Helen Graham, que arriba a Wildfell Hall, una mansió isabelina que ha estat buida durant molts anys, i on viu, aïllada, amb el seu fill petit. Després d'atreure, amb la seva actitud, xafarderies i especulacions, i davant de la insistència enamorada de Gilbert, li permet llegir el seu diari, on revela la causa de la seva dissort.
Per mitjà de la protagonista de la novel·la, Anne Brontë reivindica la llibertat de les dones d'escollir el seu destíː Helen Graham constitueix un dels personatges femenins més notables de l'època per tal com pren iniciatives per oposar-se al destí que li ha estat assignat i es nega a tolerar situacions que considera indignes, i que resultarien perjudicials per la formació del seu fill. Així, doncs, abandona el seu marit, Arthur Huntingdon, alcohòlic, infidel, ludòpata i maltractador, i emprèn una vida autònoma, amb el seu fill, vivint dels ingressos que li reporta la venda dels quadres que pinta, contràriament al que dicten les normes socials de principis del segle xix.
El suport de la protagonista és la religió, i és la moral religiosa el puntal sobre el qual se sosté Helen i a partir del qual troba la força per exigir i cercar la dignitat i la llibertat desitjables. La influència aclaparadora de la religió en el seu temps i aquest rerefons bíblic tan present en la novel·la han estat criticats i sovint no han deixat veure el veritable rerefons. L'autora reflexiona en aquesta novel·la sobre el destí obligat de les noies en l'època victoriana, en una societat dominada pels homes i la moral de l'església, que resulta repressor i asfixiant. Desproveïdes de llibertat, privades de drets i privilegis –com el dret a la propietat, a parlar lliurement i tenir opinió pròpia, a gaudir de certs coneixements, a exercir qualsevol professió, a signar les seves obres amb el nom veritable...–, restaven obligades a casar-se, ser mares i obeir.

## Recreacions
Al 1968-69 va ser objecte d'una adaptació a la televisió, en una sèrie per a la BBC. Una segona producció per a televisió, amb una durada de 2h 39m, és de 1996.

## Traduccions al català
- Brontë, Anne. La llogatera de Wildfell Hall. Traducció: Ferran Ràfols i Gesa.  Viena edicions, octubre del 2024 (Club Victòria, 16). ISBN 978-84-1947-422-3.